# Bring It On (série de filmes)
Bring It On é uma série de filmes produzidos por Beacon Pictures "Bring It On". Distribuída no Brasil por Universal Pictures e Europa Filmes. A série conta com o primeiro filme, Teenagers: As Apimentadas, mais 5 sequências: Bring It On: Again, Bring It On: All or Nothing, Bring It On: In It to Win It, Bring It On: Fight to the Finish e Bring It On: Worldwide Cheersmack.

## Filmes
| Filme                             | Data de lançamento     | Diretor(es)        | Roteirista(s)                            | Produtor(es)                                  |
| --------------------------------- | ---------------------- | ------------------ | ---------------------------------------- | --------------------------------------------- |
| Bring It On                       | 25 de agosto de 2000   | Peyton Reed        | Jessica Bendinger                        | Marc Abraham e Thomas Bliss                   |
| Bring It On: Again                | 13 de janeiro de 2004  | Damon Santostefano | Mark Gunn, Brian Gunn e Claudia Grazioso | Kelli Konop, Marc Abraham e Thomas Bliss      |
| Bring It On: All or Nothing       | 8 de agosto de 2006    | Steve Rash         | Alyson Fouse                             | David Roessell                                |
| Bring It On: In It to Win It      | 18 de dezembro de 2007 | Steve Rash         | Elena Song e Alyson Fouse                | Wayne Morris                                  |
| Bring It On: Fight to the Finish  | 1 de setembro de 2009  | Bille Woodruff     | Elena Song e Alyson Fouse                | David Buelow, Sean McNamara e David Brookwell |
| Bring It On: Worldwide Cheersmack | 29 de agosto de 2017   | Robert Adetuyi     | Alyson Fouse                             | Mike Elliott                                  |
| Bring It On: Cheer or Die         | 27 de setembro de 2022 | Karen Lam          | Rebekah McKendry, Dana Schwartz          | Griff Furst                                   |

## Personagens

### Protagonistas
- Torrance Shipman (Kirsten Dunst)
- Whittier Smith (Anne Judson-Yager)
- Britney Allen (Hayden Panettiere)
- Carson (Ashley Benson)
- Catalina Cruz (Christina Milian)
- Destiny (Cristine Prosperi)

### Antagonistas
- Isis (Gabrielle Union)
- Tina Hammersmith (Bree Turner)
- Winnie (Marcy Rylan)
- Brooke (Cassie Scerbo)
- Avery Whitbourne (Rachele Brooke Smith)
- Hannah (Sophie Vavasseur)

### Principais
- Missy Pantone (Eliza Dushku)
- Cliff Pantone (Jesse Bradford)
- Whitney (Nicole Bilderback)
- Monica (Faune A. Chambers)
- Derek (Richard Lee Jackson)
- Marni (Joie Lenz)
- Camille (Solange Knowles)
- Jesse (Gus Carr)
- Penn (Michael Copon)
- Chelsea (Jennifer Tisdale)
- Aeysha (Anniese Taylor Dendy)
- Evan Whitbourne (Cody Longo)
- Skyler (Holland Roden)
- Christina (Nikki SooHoo)
- Gloria (Vanessa Born)
- Cheer Goddess (Vivica A. Fox)
- Blake (Jordan Rodrigues)
- Willow (Gia Re)